# LZ77
LZ77 foi um dos algoritmos de compressão de dados desenvolvidos por Abraham Lempel e Jacob Ziv em 1977, juntamente com o outro algoritmo de compressão LZ78 publicado em 1978. Nos primeiros artigos publicados eles eram conhecidos por LZ1 e LZ2, respetivamente, e só depois ganharam o ano de sua publicação em suas siglas.
O algoritmo LZ77 se baseia na utilização das partes que já foram lidas de um arquivo como um dicionário, substituindo as próximas ocorrências das mesmas sequências de caracteres pela posição (absoluta ou relativa) da sua última ocorrência. Para limitar o espaço de busca e de endereçamento necessário, as ocorrências anteriores são limitadas por uma "janela deslizante" (do inglês sliding window) que tem tamanho fixo e "desliza" sobre o arquivo, delimitando o início e fim da área onde serão buscadas as ocorrências anteriores. O tamanho desta janela é um dos fatores primordiais para se ajustar a performance desse algoritmo.

## Algoritmo
O algoritmo LZ77 é relativamente simples. Define-se inicialmente duas estruturas que serão usadas: A janela de procura, e o buffer de look-ahead (num tradução livre poderia ser chamado de buffer de pré-visualização). A janela representa as partes do arquivo que já foram lidos, enquanto o look-ahead representa o que ainda será lido e processado pelo algoritmo. Na prática, o look-ahead é preenchido de antemão com os próximos bytes a serem processados pelo compressor. A janela tem tamanho definido, e deve permitir que os dados sejam enfileirados dentro dela, eliminando os bytes mais antigos quando seu limite de tamanho é atingido. O buffer de look-ahead também tem tamanho definido, em geral dezenas de vezes menor que a janela.
De posse dessas estruturas verificamos a sequência de caracteres atualmente presente no buffer, e qual o maior casamento de prefixo dessa sequência dentro da janela (qual a maior sequência da janela casa exatamente com o início da sequência do buffer). Ao encontrar tal sequência emitimos na saída a tupla {\displaystyle (S_{pos},S_{tam},c)} onde {\displaystyle S_{pos}} é a posição da sequência casada dentro da janela (contada em geral de trás para diante), {\displaystyle S_{tam}} é o tamanho dessa sequência, e {\displaystyle c} é o próximo carácter presente no buffer depois dessa sequência. Este caractere {\displaystyle c} é comummente chamado de literal, ou carácter literal (do inglês literal character).
Transferimos então toda a sequência casada e mais o carácter extra para a janela (chama-se esse processo de deslizamento a janela ou window slide em inglês), que tem seus elementos mais antigos removidos (caso esteja cheia). O buffer é preenchido com novos dados lidos do arquivo, e continuamos o processo até o final do arquivo.
No caso de não ser encontrado nenhum casamento dentro da janela, emite-se a tupla {\displaystyle (0,0,c)}, indicando que houve um "casamento" de tamanho 0, e apenas o carácter {\displaystyle c} é transferido para o buffer.
O processo de descompressão é bem mais simples pois não precisa fazer nenhum tipo de casamento de padrão, basta copiar os caracteres indicados pela tupla, na quantidade indicada, para a saída e acrescentar o carácter {\displaystyle c}, repetindo o processo até o fim das tuplas. Por essa diferença grande entre complexidade de compressão e descompressão diz-se que o algoritmo LZ77 é um algoritmo de compressão assimétrico.
Note que o tamanho da janela e do buffer impactam diretamente na performance do compressor: quanto maior eles forem, melhor a compressão, mas também mais lenta ela fica. O tamanho dessas estruturas deve ser bem estudado quando da implementação desse algoritmo.

## Exemplo
Abaixo ilustramos o algoritmo LZ77 com um exemplo da compressão da cadeia A_ASA_DA_CASA, usando janela de tamanho 8 e buffer de look-ahead de tamanho 4.
| Janela   | Buffer | Restante do arquivo | Tupla emitida |
|          | A_AS   | A_DA_CASA           | (0,0,A)       |
| A        | _ASA   | _DA_CASA            | (0,0,_)       |
| A_       | ASA_   | DA_CASA             | (1,1,S)       |
| A_AS     | A_DA   | _CASA               | (3,2,D)       |
| A_ASA_D  | A_CA   | SA                  | (2,2,C)       |
| ASA_DA_C | ASA    |                     | (7,3,EOF)     |

Temos então 6 tuplas, cada tupla ocupa 15 bits (4 para a posição dentro da janela, 3 para o tamanho e 8 para o carácter no final), perfazendo 90 bits. Comparado com a cadeia original de 104 bits (13 bytes) a compressão não é muito boa, mas para arquivos maiores o tamanho da janela pode ser ajustado, assim como o tamanho do buffer, conseguindo taxas de compressão bem melhores.

## Aplicações
Alguns programas e formatos de compressão de dados largamente utilizados usam este algoritmo, pois ao contrário do LZ78 e do LZW, seus parentes mais próximos, ele não estava coberto por patentes. A variante mais comum do LZ77 é conhecida como DEFLATE e combina o uso de LZ77 com o uso de Código Huffman. Entre os programas e formatos que usam LZ77 e DEFLATE temos:
- O programa PKZIP e o formato de arquivos ZIP (além de todos os outros programas baseados nesse formato).
- O programa gzip.
- O formato de imagens PNG.

## Exemplo de implementação
```
# !/usr/bin/python

# coding: utf-8

import
 
sys

class
 
lz77
:

    
"""

       Esta classe comprime uma sequêencia de caracteres usando

       o algoritmo LZ77 como descrito em

       Esta é uma implementação didática, para exemplificar

       o funcionamento do algoritmo, e não possui nenhum tipo de

       otimização, por isso seu desempenho em situações reais

       deve ser muito abaixo do esperado.

    """

    
def
 
__init__
(
self
,
 
window_size
 
=
 
65535
,
 
buffer_size
=
255
):

        
"""

           Carrega os parâmetros de tamanho de janela e buffer

           de look-ahead

        """

        
self
.
window_size
 
=
 
window_size

        
self
.
buffer_size
 
=
 
buffer_size

    
def
 
encode
(
self
,
 
str
):

        
"""

            Aplica o algoritmo LZ77 na cadeia de entrada, gerando

            uma lista de "tuplas" na saída. Cada tupla corresponde

            a (posição, tamanho, literal) onde posição é a posição

            relativa da cadeia encontrada na janela, tamanho é o

            tamanho dessa cadeia e literal é o símbolo que segue

            a cadeia nessa sequência.

        """

        
ret
 
=
 
[]

        
i
 
=
 
0

        
while
 
i
 
<
 
len
(
str
):

            
begin_window
 
=
 
i
-
self
.
window_size

            
if
 
begin_window
 
<
 
0
:

                
begin_window
 
=
 
0

            
window
 
=
 
str
[
begin_window
:
i
]

            
buffer
 
=
 
str
[
i
:
i
+
self
.
buffer_size
]

            
tuple
 
=
 
(
0
,
 
0
,
 
str
[
i
])

            
# Este "loop" é o "coração" do algoritmo. Aqui procuramos

            
# a maior sequência dentro da janela (window) que case

            
# com o início do buffer. A implementação atual simplesmente

            
# procura por ocorrências de substrings cada vez menores

            
# do buffer até encontrar alguma. Implementações mais

            
# eficientes usariam um dicionário de prefixos, uma trie

            
# ou uma tabela de espalhamento.

            
for
 
size
 
in
 
range
(
len
(
buffer
),
 
0
,
 
-
1
):

                
index
 
=
 
window
.
rfind
(
buffer
[
0
:
size
])

                
if
 
index
 
>=
 
0
:

                    
literal
 
=
 
''
 
# a string vazia representa

                                 
# o final do arquivo.

                    
if
 
i
 
+
 
size
 
<
 
len
(
str
):

                        
literal
 
=
 
str
[
i
+
size
]

                    
tuple
 
=
 
(
len
(
window
)
-
index
-
1
,
 
size
,
 
literal
)

                    
break

            
i
 
=
 
i
 
+
 
tuple
[
1
]
 
+
 
1

            
ret
 
=
 
ret
 
+
 
[
tuple
]

        
return
 
ret

    
def
 
decode
(
self
,
 
list
):

        
"""

            A decodificação é extremamente simples: basta copiar a

            subsequência indicada pela tupla para o final da sequência

            de saída e acrescentar o novo carácter literal.

        """

        
ret
 
=
 
''

        
for
 
tuple
 
in
 
list
:

            
pos
 
=
 
len
(
ret
)
 
-
 
tuple
[
0
]
 
-
 
1

            
ret
 
=
 
ret
 
+
 
ret
[
pos
:
pos
+
tuple
[
1
]]
 
+
 
tuple
[
2
]

        
return
 
ret

if
 
__name__
 
==
 
"__main__"
:

    
str
 
=
 
'A_ASA_DA_CASA'

    
encoder
 
=
 
lz77
(
8
,
4
)

    
encoded
 
=
 
encoder
.
encode
(
str
)

    
print
 
(
encoded
)

    
decoder
 
=
 
lz77
(
8
,
4
)

    
decoded
 
=
 
decoder
.
decode
(
encoded
)

    
print
 
(
decoded
)

```